# Гришин, Владимир Фёдорович
Владимир Фёдорович Гришин (1 октября 1929, Заплавное, Нижне-Волжский край — 31 января 2006, Волгоград) — председатель колхоза «Заветы Ильича» Серафимовичского района Волгоградской области. Герой Социалистического Труда (1966).

## Биография
Родился 1 октября 1929 года в крестьянской семье в селе Заплавное (сегодня — Ленинский район Волгоградской области). Окончил химико-технологический техникум (1953). В 1955 году по рекомендации Волгоградского обкома КПСС избран председателем колхоза «Красный ударник» (позднее — «Заветы Ильича») Серафимовичского района на хуторе Хохлачи.
Вывел колхоз в число передовых сельскохозяйственных предприятий Волгоградской области. Впервые в Серафимовичском районе применил внутрихозяйственный расчёт, в результате чего значительно возросла производительность труда. Указом Президиума Верховного Совета СССР от 23 июня 1966 года удостоен звания Героя Социалистического Труда с вручением ордена Ленина и золотой медали «Серп и Молот».
С 1968 до 1972 года — первый секретарь Серафимовичского райкома КПСС. В 1969 году без отрыва от производства окончил Волгоградский сельскохозяйственный институт по специальности учёный-агроном и в 1975 году — Высшую партийную школу при ЦК КПСС. Избирался делегатом съездов КПСС.
Жил в Волгограде. Умер 31 января 2006 года.

## Награды
- Медаль «Серп и Молот» Героя Социалистического Труда и орден Ленина (23.6.1966)
- Орден Октябрьской Революции (7.12.1973)
- Орден Трудового Красного Знамени (23.12.1976)
- медали, в том числе:
  - «За трудовую доблесть» (20.11.1958).